# Хар-Зуха
Хар-Зуха — посёлок в Ики-Бурульском районе Калмыкии, в составе Светловского сельского муниципального образования.

## География
Посёлок расположен в балке Хар-Зауха в 28 км к северу от посёлка Светлый.

## Этимология
Название посёлка производно от названия балки, в которой он расположен, и может быть переведено (калм. Хар Зуух) как чёрная яма (калм. хар — основное значение "чёрный, тёмный" и калм. зуух — сущ. 1) яма (напр., для разведения огня); 2) глинобитный очаг)

## История
Дата основания не установлена. На топографической карте 1985 года населённый пункт не отмечен, на его месте обозначено зимовье (животноводческая стоянка). На карте 1989 года обозначен как ферма № 3 совхоза "Зултурганский".

## Население
| 2002 | 2010 | 2012 |
| ---- | ---- | ---- |
| 102  | ↘83  | ↗107 |

Национальный состав
Согласно результатам переписи 2002 года большинство населения посёлка составляли даргинцы (70 %).